# Microtus oregoni
Microtus oregoni é uma espécie de roedor da família Cricetidae.
Pode ser encontrada no Noroeste Pacífico.